# Magnus von Buchwaldt (Politiker)

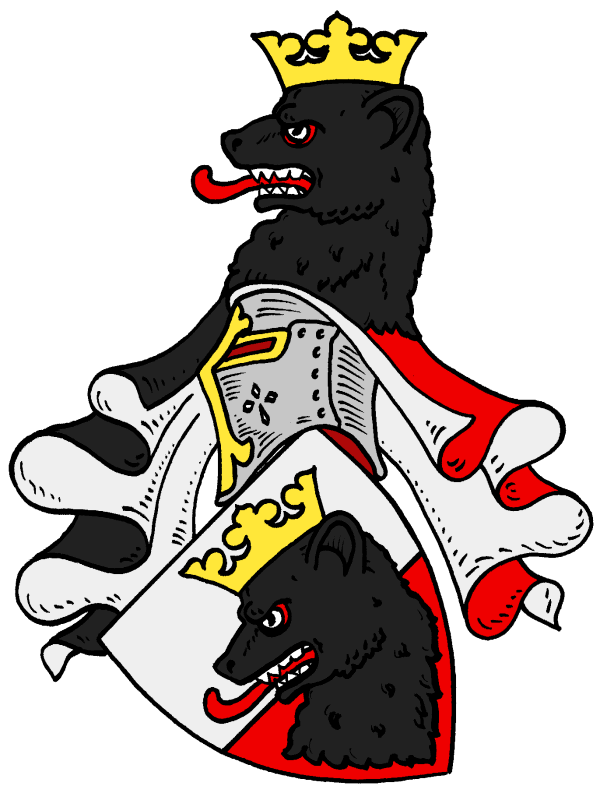
Stammwappen derer von Buchwaldt

Magnus von Buchwaldt, auch Magnus von Buchwald (* 9. Mai 1796 in Helmstorf; † 11. Mai 1863 ebenda) war ein deutscher Gutsbesitzer und Abgeordneter der Holsteinischen Ständeversammlung aus dem Adelsgeschlecht Buchwaldt.

## Leben
Magnus von Buchwaldt war Sohn des Lübecker Domherrn Christoph von Buchwaldt. Er heiratete in den 1830er Jahren Georgine von Buchwaldt, die Tochter des Friedrich Christian von Buchwaldt zu Pronstorf. Aus der Ehe gingen folgende Kinder hervor:
- Hermann von Buchwaldt (* 12. April 1836; † 6. März 1912) ⚭ Julia von Heintze, Tochter von Josias Friedrich Ernst von Heintze-Weissenrode, erbte Helmstorf
- Christian Friedrich von Buchwaldt († 1847)
- Luise (* 1829) ⚭ Ernst von Abercron (1825– )
- Friederike (1834–1911), Konventualin im Kloster Preetz
- Georgine (* 1839), Konventualin im Kloster Preetz

Magnus von Buchwaldt war Erbherr auf dem (heute denkmalgeschützten) Gut Helmstorf. Er wurde zum königlich dänischen Kammerherren und Hofjägermeister ernannt. Ab 1838 verfügte Friedrich Landgraf zu Hessen als Inhaber des Hessensteinschen Fideikommisses (Gut Panker) über eine Virilstimme in der Holsteinischen Ständeversammlung. Er nahm dieses Mandat aber nicht persönlich wahr. Als sein Stellvertreter wirkte Magnus von Buchwaldt in den Ständen.